# Dolenja vas pri Temenici
Dolenja vas pri Temenici je naselje v Občini Ivančna Gorica.